# Nokia Lumia 920
Nokia Lumia 920 är en Windows Phone-baserad smarttelefon som presenterades den 5 september 2012 av Nokia. Den lanserades i Sverige den 29 november 2012. Nokia Lumia 920 är tillsammans med Nokia Lumia 820 bolagets första mobil med Windows Phone 8.0 som operativsystem. I maj 2013 presenterade Nokia en något omgjord variant (bland annat metallhölje, tunnare samt lättare) kallad Lumia 925 som fick säljstart den 15 augusti 2013 i Sverige .

## Sladdlös laddning
Telefonen utmärker sig särskilt genom att ha stöd för sladdlös laddning enligt Qi-standard via en laddningsplatta. Nokia Lumia 920 och Nokia Lumia 820 kan dessutom laddas och användas sladdlöst tillsammans med ett antal JBL-högtalare. Mobilen placeras inom det "laddningsområde" som märks ut av lampor på högtalarna och börjar därefter laddas. 

## Kamera
Nokia Lumia 920 innehåller 2012 års nyheter inom Nokias PureView-teknologi. Med hjälp av flytande lins-teknik kan kameran i Nokia Lumia 920 ta in fem gånger mer ljus än konkurrerande smartphones utan att använda blixt, vilket gör det möjligt att ta skarpa, ljusa bilder och även filma inomhus och på natten. Kameran kompenserar också för skakiga rörelser medan bilden tas. Detta innebär exempelvis att man kan spela in filmer under en cykeltur eller annan skakig upplevelse.

## Design
Lumia 920 designades av Nokias designteam under Marko Ahtisaari. Telefonen är en vidareutveckling av tvådelskroppen i polykarbonat som började med Nokia N9, där man strävat efter att ta bort plottriga designelement och lämna kvar kärnan till telefonens funktioner. Målet med telefonen har varit att göra telefonen human, i motsats till att göra en kall telefon. Vidare ville designteamet förmedla känslan av att telefonen inte skulle ha tillkommit vid ett fabriksband, utan snarast ge en naturlig eller organisk känsla i handen.

## Material & färger
Telefonens material och färger är en vidareutveckling av Nokias signum med polykarbonatchassier. Sedan debuten av Nokia N9 med polykarbonatchassi har Nokia experimenterat med plastegenskaperna för att få en bra hållbarhet, vridstyvhet och färgåtergivning materialet och telefonen igenom. I Sverige kommer telefonen finnas tillgänglig i färgerna svart, vitt, gult och rött. På andra marknader kommer telefonen även finnas i färgerna cyan (ljusblått) och grått.

## Nokia Lumia 920T
Nokia Lumia 920T är Nokias kinesiska variant av Lumia 920-serien. Mobilen stödjer dels det kinesiska LTE-nätet och dels en bättre processor (Adreno 320 GPU istället för Adreno 225 GPU) än den vanliga Lumia 920. I övrigt levereras telefonen i de fem vanliga färgerna och kommer att finnas tillgänglig tillsammans med China Mobile och China Telecom

## Specifikationer
- System: Windows Phone (version 8.0)
- Skärm: 4,5 tum kapacitiv pekskärm med 1280 × 768 pixlar
- Mobilnät: LTE (100/50 Mbps), Turbo-3G (42/5,76 Mbps) och GSM
- Lokala anslutningar: Wifi (IEEE 802.11a/b/g/n), Bluetooth och USB
- Kamera, primär: 8,7 megapixel (stillbilder) och 1080p (video)
- Kamera, sekundär: 720p (video)
- Processor: Dual 1,5 GHz Qualcomm Snapdragon S4
- RAM: 1 GB
- Lagring: 32 GB
- Minneskortplats: nej (saknas)
- Positionering: GPS, Glonass
- Batteri: 2000 mAh
- Mått:
- Vikt: 185 g

## Varianter på Lumia 920
I slutet av 2012 kom den China Mobile-anpassade varianten Lumia 920T. Nokia släppte under maj 2013 modifierade versioner av Lumia 920 som kallades för Lumia 925 och Lumia 928. Varianterna differentierar sig på följande vis jämfört med Lumia 920:
Lumia 920T (för China Mobile i Kina)
- istället för WCDMA (3G) och LTE har den China Mobiles 3G-variant TD-SCDMA

Lumia 925 (Global modell)
- hölje i metall istället för plast (polykarbonat)
- tunnare, mindre volym och 25 % lägre vikt
- 16 GB lagring istället för 32 GB
- Qi-laddning sker via särskilt skal

Lumia 928 (Endast för operatören Verizon i USA)
- 12 % lägre vikt
- Adderar stöd för 3G-standarden EV-DO, vilket är tekniken som Verizons nät använder
- Har Xenon-blixt och LED-lampa istället för Dual-LED

Lumia 1020
I juli 2013 presenterade Nokia sin modell Lumia 1020, som i praktiken är en Lumia 925 med
- dubbelt så mycket lagring (32 GB istället för 16 GB)
- dubbelt så mycket RAM (2 GB istället för 1 GB)
- kameramodulen är bytt från 8,7 megapixel med Dual-LED till 41 megapixel med xenon- och LED-lampa.